# Keith Remfry
Keith J. Remfry (ur. 17 listopada 1947 w Ealing w Londynie, zm. 16 września 2015) – brytyjski judoka. Srebrny medalista olimpijski z Montrealu.
Brał udział w dwóch igrzyskach (IO 72, IO 76). W 1976 zajął drugie miejsce w prestiżowej kategorii open. Był brązowym medalistą mistrzostw świata w wadze ciężkiej w 1971 i 1973 oraz srebrnym mistrzostw Europy w 1973.